# Episodi di Voci nella notte (prima stagione)
La prima stagione della serie televisiva Voci nella notte è stata trasmessa in anteprima negli Stati Uniti d'America dalla NBC tra il 25 ottobre 1988 e il 9 maggio 1989.
| nº | Titolo originale               | Titolo italiano | Prima TV USA     | Prima TV Italia |
| -- | ------------------------------ | --------------- | ---------------- | --------------- |
| 1  | Conversations with an Assassin |                 | 25 ottobre 1988  |                 |
| 2  | Twelve Gauge                   |                 | 6 dicembre 1988  |                 |
| 3  | After It Happened              |                 | 13 dicembre 1988 |                 |
| 4  | Payback                        |                 | 20 dicembre 1988 |                 |
| 5  | Bank Job                       |                 | 3 gennaio 1989   |                 |
| 6  | The Execution of John Saringo  |                 | 10 gennaio 1989  |                 |
| 7  | But Not for Me                 |                 | 17 gennaio 1989  |                 |
| 8  | Trash Radio                    |                 | 31 gennaio 1989  |                 |
| 9  | No Exit                        |                 | 7 febbraio 1989  |                 |
| 10 | Fathers and Sins               |                 | 14 febbraio 1989 |                 |
| 11 | Blame It on Midnight           |                 | 21 febbraio 1989 |                 |
| 12 | Promise to a Dead Man          |                 | 7 marzo 1989     |                 |
| 13 | The Fall                       |                 | 28 marzo 1989    |                 |
| 14 | Ethan's Call                   |                 | 4 aprile 1989    |                 |
| 15 | Baby Chase                     |                 | 11 aprile 1989   |                 |
| 16 | Wait Until Midnight            |                 | 2 maggio 1989    |                 |
| 17 | Blues for Mr. Charlie          |                 | 9 maggio 1989    |                 |